# Симон Бокканеґра (опера)
«Симон Бокканеґра» (італ. Simon Boccanegra) — опера Джузеппе Верді в 3 діях з прологом. Лібрето було написано Франческо Марія П'яве на основі однойменної п'єси Антоніо Гарсія Гутьєрреса. Головний герой опери — Симоне Бокканегра, перший дож Генуї. Перша постановка відбулася у театрі «Ла Феніче» у Венеції 12 березня 1857 року. Друга версія, створена за участю Арріґо Бойто, була представлена публіці в міланському «Ла Скала» 24 березня 1881 року.

## Задум
До 1840 Верді захоплюється ідеями Джузеппе Мадзіні (1805—1872), уродженця Генуї і борця за об'єднання Італії. Опера «Набукко» (1842) стає найбільш раннім виразом патріотизму Верді; тема патріотизму та заклик до боротьби із загарбниками звучать також в операх «Ломбардці в першому хрестовому поході» (1843), «Аттіла» (1846) та ін.
Події 1848 року стали причиною подальшого підйому патріотичних настроїв. У їхньому дусі написана арія Симона Бокканеґра (Plebe, patrizi, popolo della feroce storia), що майже буквально цитує Петрарку: E vo gridando: pace, e vo gridando: amor («Я закликаю про мир, я закликаю в ім'я кохання»).

## Дійові особи
| Роль                                                          | Голос        |
| ------------------------------------------------------------- | ------------ |
| Симон Бокканегра, пірат, пізніше дож Генуї                    | баритон      |
| Марія Бокканегра, його дочка, відома як Амелія Грімальді      | сопрано      |
| Якопо Фієско, генуезький аристократ, відомий як Андреа Фьєско | бас          |
| Габріеле Адорно, генуезець                                    | тенор        |
| Паоло Альбіані, ювелір, наближений Бокканегри                 | баритон      |
| П'єтро, генуезький народний вождь, придворний                 | бас          |
| Капітан арбалетників                                          | тенор        |
| Покоївка Амелії                                               | мецо-сопрано |
| Солдати, матроси, народ, сенатори, судді, ув'язнені           | хор          |